# Rhinolophus smithersi
Rhinolophus smithersi (Taylor, Stoffberg, Monadjem, Schoeman, Bayliss & Cotterill, 2012) è un pipistrello della famiglia dei rinolofidi diffuso nell'Africa meridionale.

## Descrizione

### Dimensioni
Pipistrello di piccole dimensioni, con la lunghezza dell'avambraccio tra 61 e 64 mm.

### Aspetto
Le parti superiori sono bruno-grigiastre, mentre quelle inferiori sono leggermente più chiare. Le orecchie sono di proporzioni medie o grandi. La foglia nasale presenta una lancetta relativamente lunga e diritta e una sella che si restringe verso l'estremità, con i bordi quasi paralleli e ricoperta di peli. La porzione anteriore è grande e copre interamente il muso. Il labbro inferiore ha un singolo solco longitudinale che si estende fino sul mento. La coda è lunga ed è inclusa completamente nell'ampio uropatagio.

### Ecolocazione
Emette ultrasuoni a ciclo di lavoro alto e frequenza costante a circa 44–46 kHz.

## Biologia

### Comportamento
Si rifugia in grotte o cavità degli alberi, in particolare baobab.

## Distribuzione e habitat
Questa specie è diffusa nello Zimbabwe e nella provincia sudafricana del Limpopo.
Vive probabilmente nelle savane di miombo dominate da alberi della specie Brachystegia tamarindoides e baobab.

## Conservazione
La Lista rossa IUCN classifica Rhinolophus smithersi come specie prossima alla minaccia di estinzione (Near Threatened).